# Mille Miglia 1936

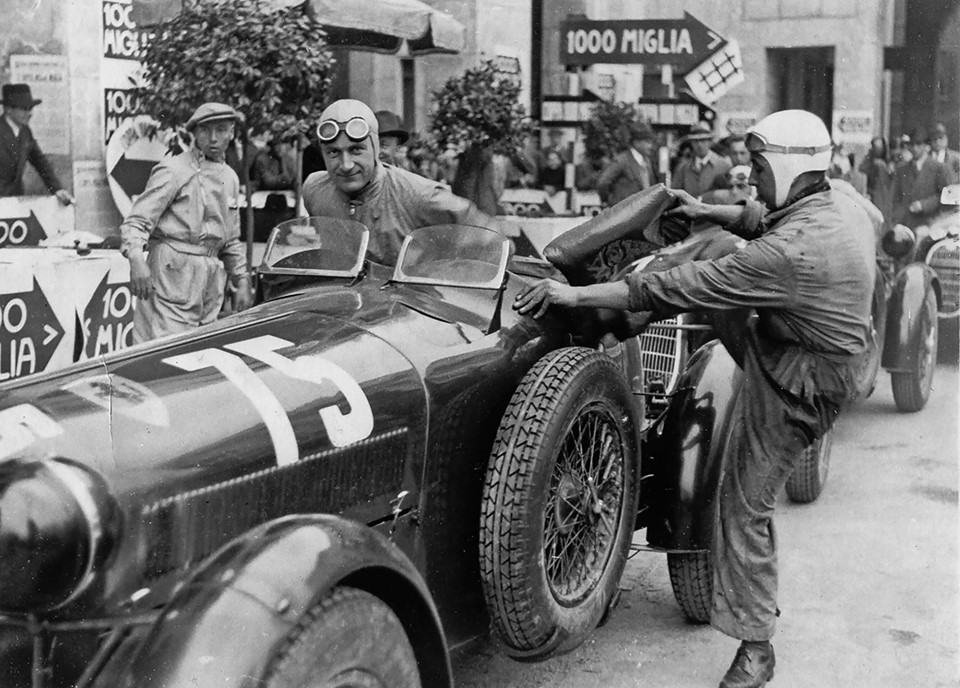
Antonio Brivio (im Wagen), mit Beifahrer Carlo Ongaro kurz vor dem Rennstart

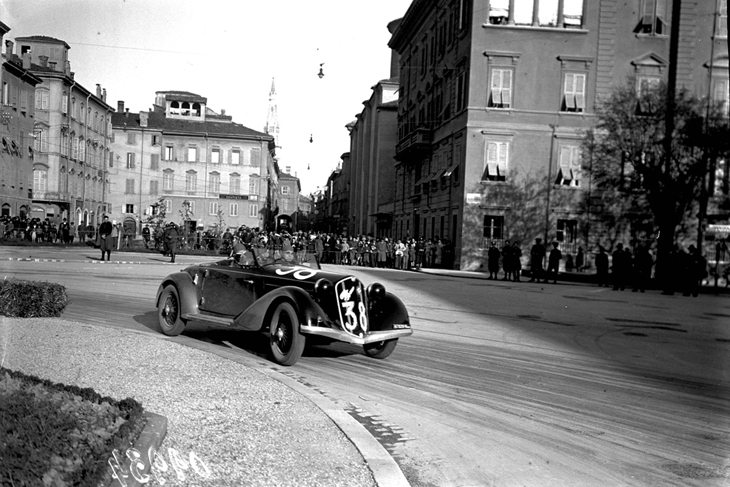
Der von Benito Mussolini gemeldete Alfa Romeo 6C 2300 Pescara Spider Touring von Ercole Boratto und Guido Mancinelli in den Straßen von Brescia

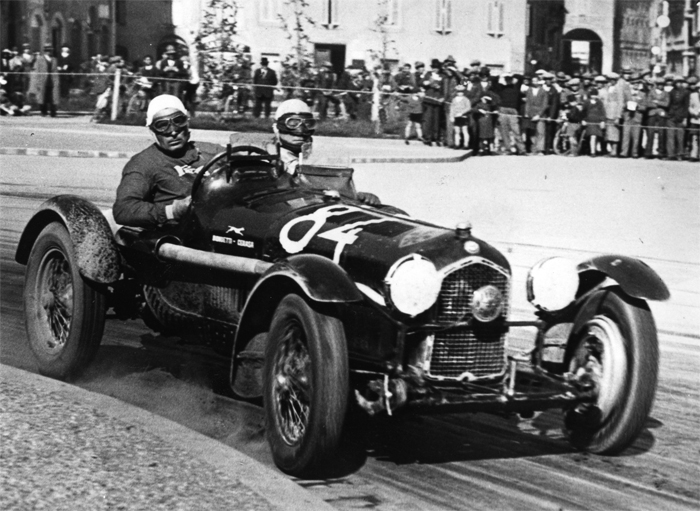
Clemente Biondetti mit Beifahrer Cerase im Alfa Romeo P3 Biposto

Die zehnte Mille Miglia, auch Mille Miglia, Brescia, fand am 4. und 5. April 1936 statt und führte über 1606 km von Brescia nach Rom und wieder zurück nach Brescia.

## Abessinienkrieg
Am 9. Mai 1936 erklärte Benito Mussolini offiziell das Ende des Abessinienkriegs und die Annexion Abessiniens für abgeschlossen. Der erfolgreiche Abessinienfeldzug markiert den Höhepunkt von Mussolinis Macht. Der italienische König Viktor Emanuel III. wurde zum Kaiser von Äthiopien proklamiert, und der Befehlshaber der Südarmee in Äthiopien, Rodolfo Graziani, erhielt den Titel eines äthiopischen Vizekönigs. Der Krieg, in dem 15.000 Italiener und 800.000 Äthiopier den Tod fanden, hatte Auswirkungen auf die italienische Wirtschaft, die vor allem von einem Treibstoff- und Ölembargo der anglikanischen Staaten getroffen wurde.
In dessen Folge mussten einige Motorsportveranstaltungen abgesagt werden. Die Mille Miglia wurde aber durchgeführt.

## Das Rennen

### Die Route
Brescia – Cremona – Piacenza – Parma – Reggio nell’Emilia – Modena – Bologna – Raticosapass – Futapass – Florenz – Siena – Radicofani – Viterbo – Rom – Terni – Sommapass – Spoleto – Perugia – Gubbio – Castelraimondo – Tolentino – Macerata – Porto Recanati – Ancona – Pesaro – Rimini – Forlì – Bologna – Ferrara – Rovigo – Padua – Treviso – Venedig – Vicenza – Verona – Brescia

### Der Rennverlauf
Der Mangel an Treibstoff führte zu einer neuen Rennklasse. Zugelassen waren nunmehr auch Fahrzeuge mit Gasmotoren. Zu diesem Zweck wurden Wagen auf diese Technologie umgerüstet. Diese Fahrzeuge waren teilweise aber extrem langsam und sorgten für eine ungewöhnliche Verlängerung der Rennzeit. Ein Fiat 508 Balilla Gas fuhr 31:28:00,000 Stunden und war der einzige gasbetriebene Wagen, der ins Ziel kam. Zum Zeitpunkt der Zielankunft war das Rennen längst zu Ende und die Rennfunktionäre mussten stundenlang auf dem Wagen warten, der sich durch montäglichen Alltagsverkehr quälte.
Die Scuderia Ferrari meldete drei Alfa Romeo 8C 2900A und war klarer Favorit auf den Gesamtsieg; offen blieb nur, welches der drei Teams gewinnen würde. Es entwickelte sich ein harter Zweikampf, der zum engsten Zieleinlauf der Mille-Miglia-Geschichte führte. Im Ziel hatte Antonio Brivio nach 13:07:51,000 Stunden Fahrzeit einen Vorsprung von nur 32 Sekunden auf seinen jungen Teamkollegen Giuseppe Farina. Dritter wurde Carlo Maria Pintacuda, der bereits 40 Minuten zurücklag.

## Ergebnisse

### Schlussklassement
| 1               | + 2.0c | 75 | Scuderia Ferrari | Antonio Brivio Carlo Ongaro                  | Alfa Romeo 8C 2900A                       | 13:07:51,000 |
| 2               | + 2.0c | 82 | Scuderia Ferrari | Giuseppe Farina Stefano Meazza               | Alfa Romeo 8C 2900A                       | 13:08:23,000 |
| 3               | + 2.0c | 79 | Scuderia Ferrari | Carlo Maria Pintacuda Aldo Stefani           | Alfa Romeo 8C 2900A                       | 13:44:17,000 |
| 4               | + 2.0c | 84 |                  | Clemente Biondetti Cerase                    | Alfa Romeo P3 Biposto                     | 13:59:21,000 |
| 5               | 2.0c   | 57 |                  | Omobono Tenni Guerino Bertocchi              | Maserati 4CS 1500                         | 14:18:40,000 |
| 6               | 1.1c   | 52 |                  | Ettore Bianco M. Boccali                     | Maserati 4CS 1100                         | 14:55:10,000 |
| 7               | +2.0c  | 83 |                  | Jacques de Rham Sergio Banti                 | Alfa Romeo 8C 2300 Monza 2.6              | 15:35:35,000 |
| 8               | +2.0c  | 74 |                  | Ermanno Gurgo Salice Carlo Laredo de Mendoza | Alfa Romeo 8C 2300 Monza                  | 15:45:27,000 |
| 9               | + 2.0  | 37 |                  | Guido Cattaneo Renato Donati                 | Alfa Romeo 6C 2300 Pescara Berlina        | 15:59:07,000 |
| 10              | 2.0c   | 68 |                  | Giovanni Rocco Luigi Filippone               | Maserati 8C 26B 2000 Carr. Menarini       | 16:14:32,000 |
| 11              | + 2.0  | 35 |                  | Vittorio Belmondo F. Balbis                  | Alfa Romeo 6C 2300 Pescara Berlina        | 16:36:52,000 |
| 12              | 1.1    | 18 |                  | Milton Biagini Arcangelo Periccioli          | Fiat 508CS Balilla                        | 16:38:31,000 |
| 13              | + 2.0  | 38 | Benito Mussolini | Ercole Boratto Guido Mancinelli              | Alfa Romeo 6C 2300 Pescara Spider Touring | 17:09:05,000 |
| 14              | 1.1    | 14 |                  | Alberto Comirato Lia Comirato Dumas          | Fiat 508CS Balilla Sport                  | 17:30:18,000 |
| 15              | + 2.0c | 78 |                  | Giovanni Maria Cornaggia Medici Luigi Pages  | Alfa Romeo 8C 2300                        | 17:30:40,000 |
| 16              | 1.1    | 30 |                  | A. Lanza Lozenzini                           | Fiat 508 Balilla                          | 17:31:41,000 |
| 18              | 1.1    | 25 |                  | Renzo Ceschina M. Ceschina                   | Fiat 508CS Balilla Sport                  | 17:43:29,000 |
| 19              | 1.1    | 6  |                  | Giuseppe Berti G. Coin                       | Fiat 508 Balilla Berlina Leggera          | 17:46:45,000 |
| 20              | 1.1    | 10 |                  | Giuseppe Rossi Zammarini                     | Fiat 508 Balilla                          | 17:47:29,000 |
| 21              | 1.1    | 19 |                  | Efisio Zanella Ruggero Minio                 | Fiat 508 Balilla                          | 17:49:20,000 |
| 22              | 2.0c   | 19 |                  | G. Girelli Guerrino Faccioni                 | Alfa Romeo 6C 1750                        | 17:54:52,000 |
| 23              | 1.1    | 5  |                  | M. Trivero Enrico Nardi                      | Fiat 508CS Balilla Sport                  | 18:09:19,000 |
| 24              | 1.1c   | 49 |                  | Leonardo Quadri G. Spessa                    | Fiat 508CS Balilla Sport Kompressor       | 18:14:10,000 |
| 25              | 2.0    | 32 |                  | Remy Jacazio Guglielmo Gramolelli            | Fiat 1500 Berlina                         | 18:31:20,000 |
| 26              | 1.1    | 22 |                  | A. Varisco Casiraghi                         | Fiat 508 Balilla                          | 18:33:19,000 |
| 27              | 1.1    | 21 |                  | Augusto Zoboli Archimede Rosa                | Fiat 508CS Balilla Sport                  | 18:38:18,000 |
| 28              | 1.1    | 24 |                  | Vittorio Mazzonis N. Leumann                 | Fiat 508 Balilla                          | 18:49:35,000 |
| 29              | 2.0    | 32 |                  | Giacomo Ragnoli Locatis                      | Fiat 508 Balilla                          | 19:22:01,000 |
| 30              | 1.1    | 11 |                  | Leo Spoletini C. Simoncelli                  | Fiat 508 Balilla                          | 19:39:16,000 |
| 31              | 1.1    | 3  |                  | O. Randaccio I. Radice Fossati               | Fiat 508 Balilla                          | 19:56:12,000 |
| 32              | 1.1    | 8  |                  | Romeo Angelo Marelli                         | Fiat 508 Balilla                          | 19:57:43,000 |
| 33              | 1.1    | 15 |                  | Walzl Kurz                                   | Fiat 508 Balilla                          | 20:33:13,000 |
| 34              | 1.1c   | 45 |                  | Aldo Marazza C. Benedetti                    | Fiat 508CS MM Berlinetta Compressor       | 21:31:10,000 |
| 35              | 1.1    | 26 |                  | Winteler Marcon                              | Fiat 508 Balilla                          | 24:07:45,000 |
| 36              | 1.1    | 16 |                  | A. Giannelli A. Morini                       | Fiat 508 Balilla                          | 24:16:30,000 |
| 37              | SVG    | 41 |                  | R. Guzman Paletti                            | Fiat 508 Balilla Gas                      | 31:28:00,000 |
| Nicht klassiert |        |    |                  |                                              |                                           |              |
| 38              | 2.0c   | 66 |                  | G. Grilli De Megni                           | Alfa Romeo 6C 1750                        | 21:39:40,000 |
| Ausgefallen     |        |    |                  |                                              |                                           |              |
| 39              | 1.1    | 1  |                  | Francesco Matrullo L. De Santis              | Fiat 508 Balilla                          |              |
| 40              | 1.1    | 4  |                  | Raffaello Faini E. Leva                      | Fiat 508 Balilla                          |              |
| 41              | 1.1    | 7  |                  | Colabattisti Al. Rosa                        | Fiat 508 Balilla                          |              |
| 42              | 1.1    | 9  |                  | Ferrara Giordano Aldrighetti                 | Fiat 508 Balilla Sport                    |              |
| 43              | 1.1    | 20 |                  | Ovidio Capelli G. Nagas                      | Fiat 508CS Balilla Sport                  |              |
| 44              | 1.1    | 23 |                  | Luigi Villoresi Emilio Villoresi             | Fiat 508CS Balilla Sport                  |              |
| 45              | 1.1    | 27 |                  | Pasquale Ermini Giorgio Castelnuovo          | Fiat 508CS Balilla Sport                  |              |
| 46              | 2.0    | 31 | Tom Clarke       | Tom Clarke Maurice Falkner                   | Aston Martin 11                           |              |
| 47              | + 2.0  | 39 |                  | V. Randaccio Sartirana                       | Alfa Romeo 6C 2300 Pescara Berlina        |              |
| 48              | SVG    | 40 |                  | Mimì Aylmer Gambellini                       | Fiat 508 Balilla Gas                      |              |
| 49              | SVG    | 42 |                  | Sergio Ferraguti Piero Facetti               | Fiat 508 Balilla Gas                      |              |
| 50              | 1.1c   | 43 |                  | A. La Porta I. Bricchi                       | Fiat 508CS Balilla Sport Compressor       |              |
| 51              | 1.1c   | 46 |                  | Giuseppe Gilera B. Ghiringhelli              | Fiat 508CS Balilla Sport Compressor       |              |
| 52              | 1.1c   | 47 |                  | Moris Bergamini Arialdo Ruggeri              | Maserati 4CS 1100                         |              |
| 53              | 1.1c   | 48 |                  | J. McCain G. Gallinari                       | Fiat 508CS Balilla Sport Compressor       |              |
| 54              | 1.1c   | 50 |                  | M. Colini Vittorio De Leonardis              | Fiat 508CS Balilla Sport Compressor       |              |
| 55              | 1.1c   | 51 |                  | Giovanni Quintavalla S. Bardiani             | Fiat 508CS Balilla Sport Compressor       |              |
| 56              | SVG    | 54 |                  | M. Ferraguti Vacchini                        | Alfa Romeo 6C 1750 Gasogeno               |              |
| 57              | 2.0c   | 55 |                  | G. A. Alfieri B. Scesa                       | Alfa Romeo 6C 1750                        |              |
| 58              | 2.0c   | 58 |                  | De Bernis Giuseppe Santi                     | Alfa Romeo 6C 1750                        |              |
| 59              | 2.0c   | 59 |                  | Spartaco Graziani Augusto Zanardi            | Alfa Romeo 6C 1750                        |              |
| 60              | 2.0c   | 61 |                  | Gian Carlo Dufour Edoardo Gambaro            | Alfa Romeo 6C 1750                        |              |
| 61              | 2.0c   | 63 |                  | Franco Bertani Guido Barbieri                | Alfa Romeo 6C 1750                        |              |
| 62              | 2.0c   | 64 |                  | Giosue Calamai B. Donnini                    | Alfa Romeo 6C 1750                        |              |
| 63              | 2.0c   | 65 |                  | Emilio Romano Paolo Corradi                  | Bugatti T35C                              |              |
| 64              | 2.0c   | 67 | Scuderia Maremma | Toulo de Graffenried Arzita Costanza         | Alfa Romeo 6C 1750                        |              |
| 65              | SVG    | 71 |                  | A. Fiorini F. Giovanelli                     | Itala Gasogeno Speciale                   |              |
| 66              | SVG    | 72 |                  | A. Tinarelli E. Tinarelli                    | Fiat 527 Ardita Gasogeno                  |              |
| 67              | + 2.0c | 77 |                  | Giovanni Battista Santinelli Umberto Berti   | Alfa Romeo 8C 2300 Monza 2.6              |              |
| 68              | + 2.0c | 80 |                  | Franco Cortese Giuseppe Salvi del Pero       | Alfa Romeo 8C 2300                        |              |
| 69              | + 2.0c | 85 |                  | T. Passi Nando Barbieri                      | Alfa Romeo 8C 2300 2.6                    |              |

### Nur in der Meldeliste
Zu diesem Rennen sind keine weiteren Meldungen bekannt.

### Klassensieger
| Klasse | Fahrer         | Fahrer               | Fahrzeug                           | Platzierung im Gesamtklassement |
| ------ | -------------- | -------------------- | ---------------------------------- | ------------------------------- |
| + 2.0c | Antonio Brivio | Carlo Ongaro         | Alfa Romeo 8C 2900A                | Gesamtsieg                      |
| 2.0c   | Omobono Tenni  | Guerino Bertocchi    | Maserati 4CS 1500                  | Rang 5                          |
| 1.1c   | Ettore Bianco  | M. Boccali           | Maserati 4CS 1100                  | Rang 6                          |
| + 2.0  | Guido Cattaneo | Renato Donati        | Alfa Romeo 6C 2300 Pescara Berlina | Rang 9                          |
| 2.0    | Remy Jacazio   | Guglielmo Gramolelli | Fiat 1500 Berlina                  | Rang 25                         |
| 1.1    | Milton Biagini | Arcangelo Periccioli | Fiat 508CS Balilla                 | Rang 12                         |
| SVG    | R. Guzman      | Paletti              | Fiat 508 Balilla Gas               | Rang 37                         |

### Renndaten
- Gemeldet: 69
- Gestartet: 69
- Gewertet: 37
- Rennklassen: 7
- Zuschauer: unbekannt
- Wetter am Renntag: trocken
- Streckenlänge: 1606 km
- Fahrzeit des Siegerteams: 13:07:51,000 Stunden
- Gesamtrunden des Siegerteams: 1
- Gesamtdistanz des Siegerteams: 1606 km
- Siegerschnitt: 121,590 km/h
- Pole Position: keine
- Schnellste Rennrunde: keine
- Rennserie: zählte zu keiner Rennserie